# Caesarfeesten
De Caesarfeesten zijn een evenement dat om de 25 jaar wordt georganiseerd in het Belgische Velzeke-Ruddershove, deelgemeente van Zottegem.
In 1873, 1898, 1923 en (op kleinere schaal in) 1973 werden in Velzeke 'Julius Caesarfeesten' georganiseerd; in 1998 en in 2023 opnieuw. In 1873 werd daarbij een harnas tentoongesteld, vermoedelijk als Velzeekse sneer naar het net opgerichte Zottegemse standbeeld van Lamoraal van Egmont. In 1898 trok men met een lemen Caesarstandbeeld met een fles erin het dorp rond. Voor de feesten in 1923 werd een Hermesstandbeeld geleend van Villa Socrate aan de Zottegemse Laurens De Metsstraat.
In 1998 werden op initiatief van vzw Het Vergeten Legioen opnieuw Julius Caesarfeesten gehouden 125 jaar na de eerste editie. 400 re-enactors namen toen deel aan het evenement dat ongeveer 20.000 toeschouwers trok. Op 11 september 1998 werd ter gelegenheid van de Caesarfeesten op het Romeins Plein een standbeeld van Julius Caesar onthuld. Het 2,3 meter hoge beeld werd ontworpen door beeldhouwer Philippe Timmermans; de sokkel in Balegemse steen draagt het opschrift 'C IVLIVS CAESAR C-XLIV'. Voor het standbeeld ligt een grafplaat in Balegemse steen waar in 1998 symbolisch de gecremeerde 'resten' van de Julius Caesarfeesten werden begraven.
De meest recente editie van de Caesarfeesten vond plaats op 9 en 10 september 2023 met 300 re-enactors.